# 劉璉 (正統進士)
劉璉（1421年—？），字宗器，順天府大興縣（今北京市）人，民籍。明朝政治人物。同進士出身。

## 生平
順天鄉試第六十七名。正統十年（1445年）乙丑科第三甲第七十五名進士。授刑科給事中，累官太僕寺卿。左遷遼東苑馬寺卿，卒於任。

## 家族
曾祖父劉達，贈戶部尚書。祖父劉正，贈戶部尚書。父劉中敷，曾任戶部尚書。
子劉機，官至吏部尚書。